# Igreja de Santa Maria Maior de Tarouquela

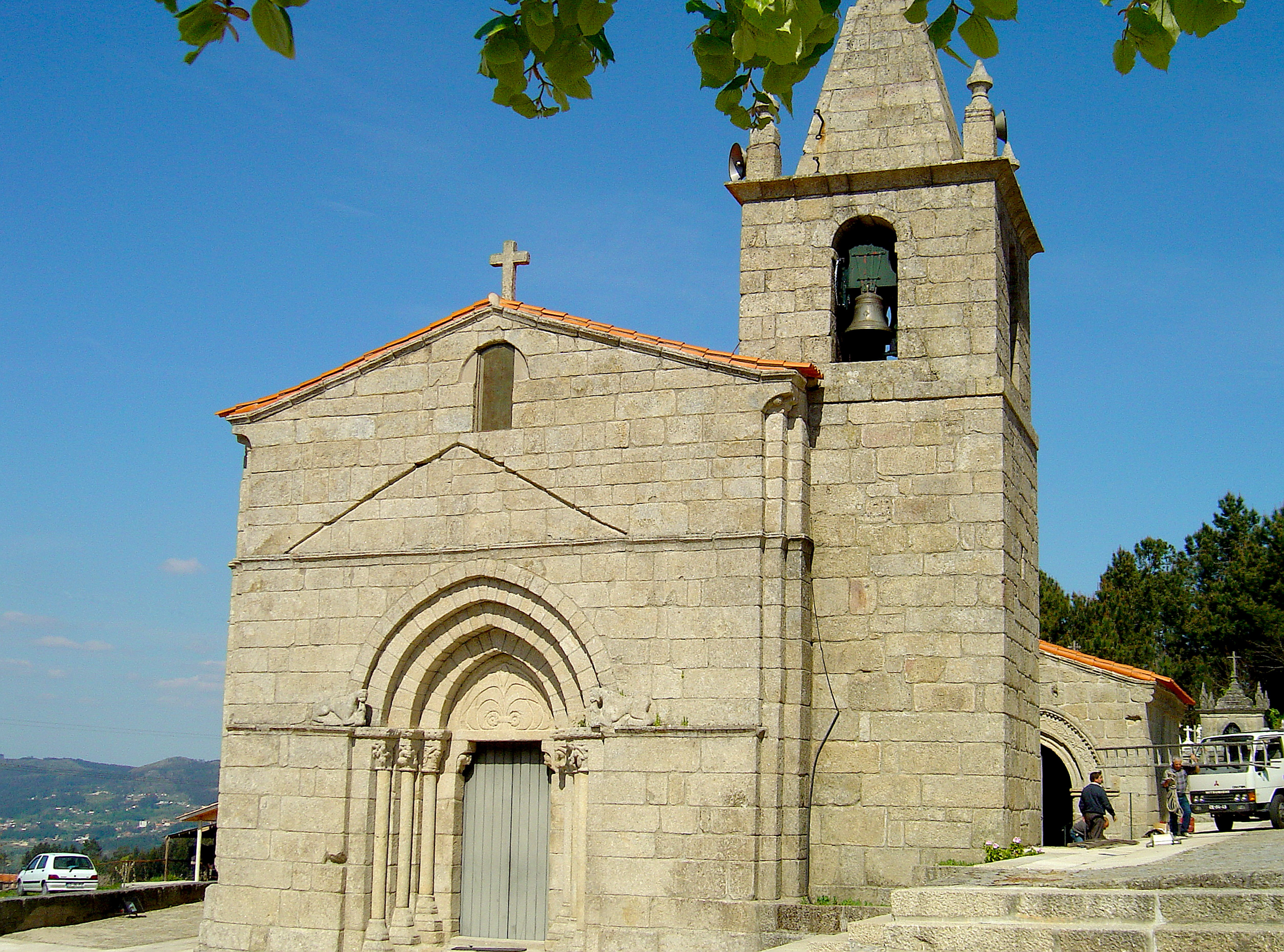
Fachada principal

A Igreja de Santa Maria Maior de Tarouquela é uma igreja românica situada em Tarouquela, no município de Cinfães em Portugal.
Em 1945 foi classificada como monumento nacional.